# Кайзерпфальц (Саксонія-Ангальт)
Кайзерпфальц (нім. Kaiserpfalz) — громада в Німеччині, розташована в землі Саксонія-Ангальт. Входить до складу району Бургенланд. Складова частина об'єднання громад Ан-дер-Фінне.
Площа — 41,09 км2. Населення становить 1542 ос. (станом на 31 грудня 2021).